# Negropont
Negropont város Curaçao szigetén (amely Hollandia társult állama), tőle délkeletre van az ország fővárosa, Willemstad.

## Fekvése
Negropont földje lapos, délnyugaton van a tengerhez a legközelebb. A terület legmagasabb pontja 55 méter Negroponttól 1,2 km-re nyugatra található. Negropont környékén négyzetkilométerenként körülbelül 100 ember él, meglehetősen sűrűn. A legközelebbi nagyobb város Willemstad, 2 km-re délnyugatra. Negropont környékén a mocsarak és öblök hihetetlenül gyakoriak. 

## Éghajlata
Az éghajlat száraz. Az átlagos hőmérséklet 25 °C. A legmelegebb hónap az október 26 °C-kal, a leghidegebb pedig a június 23 °C-kal. Az átlagos évi csapadékmennyiség 276 milliméter. A legcsapadékosabb hónap a november, 67 milliméter esővel, a legszárazabb az április, 1 milliméterrel.

## Fordítás
Ez a szócikk részben vagy egészben  a   Negropont (punta sa Kurasaw) című szebuano Wikipédia-szócikk ezen változatának fordításán alapul.  Az eredeti cikk szerkesztőit annak laptörténete sorolja fel. Ez a jelzés csupán a megfogalmazás eredetét és a szerzői jogokat jelzi, nem szolgál a cikkben szereplő információk forrásmegjelöléseként.